# 云南滇中新区

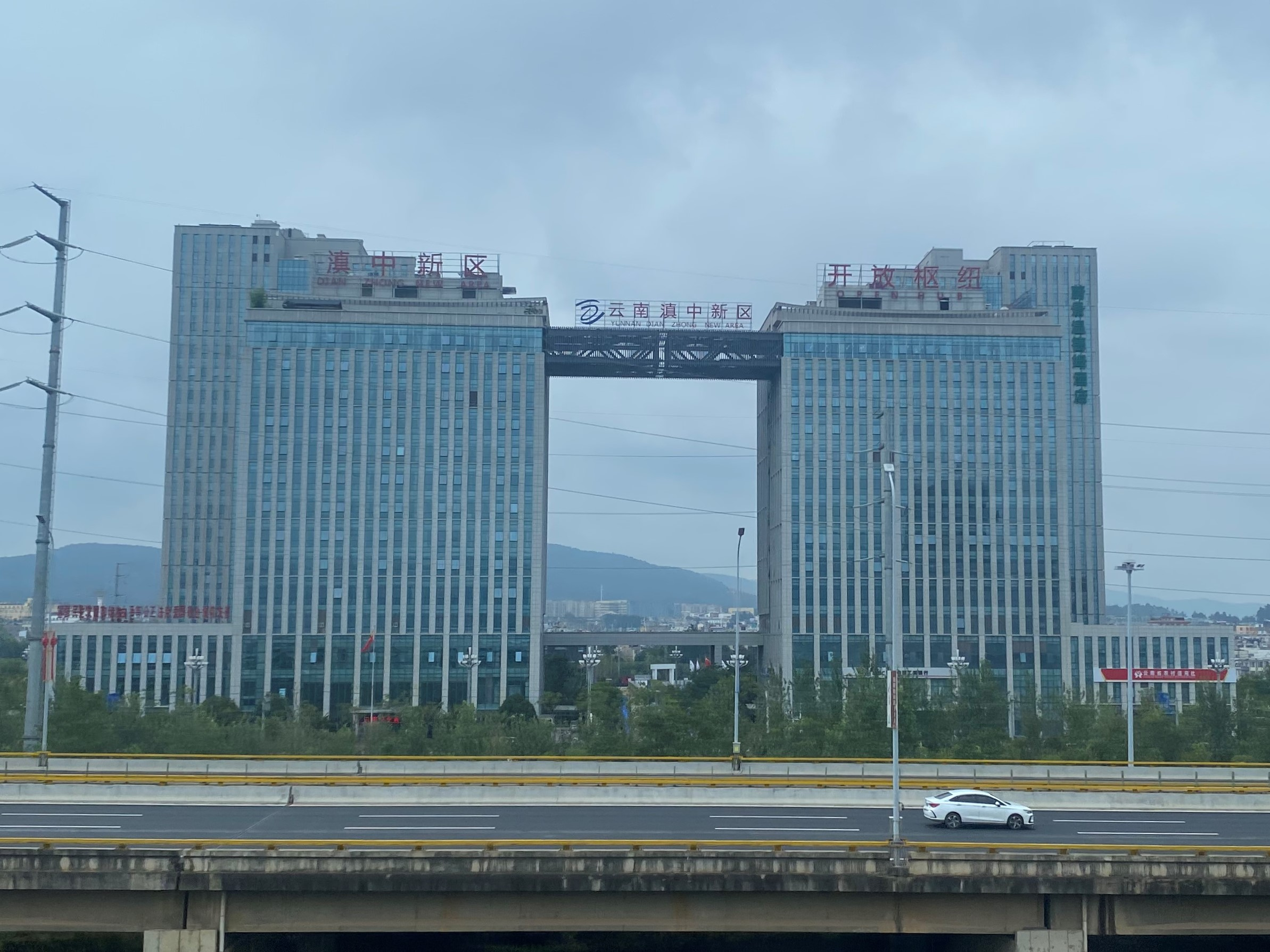
云南滇中新区管理委员会

云南滇中新区是位于中国云南省的一个国家级新区，包括昆明市安宁市、嵩明县和官渡区部分区域，面积约482平方公里。2015年9月7日，国务院批复同意设立，为中国第15个国家级新区。2016年3月10日，滇中新区正式揭牌。2016年4月，滇中新区首批30个项目开工，总投资225亿元。其中包括7项产业项目和23项基础设施项目，2016年计划投资74亿元。